# 1203

## أحداث
- 18 أبريل: تأسيس مدينة فوينتيرابيا وتقع حاليا في إسبانيا.

## مواليد
- مجد الدين ابن بلدجي - محدث وفقيه عراقي.
- أبو الفضائل النسفي - عالِم وفقيه عراقي.
- أبو زكرياء الأول.
- أبو عبد الله بن زكريا القزويني.
- ابن أبي أصيبعة.
- عز الملك المسبحي.
- نجم الدين الكاتبي القزويني.
- أبو شامة المقدسي

## وفيات
- نظامي الكنجوي
- آرثر الأول دوق بريتاني.
- أبو الفتوح العجلي.
- ابن عميرة الضبي.
- عبد الغني المقدسي.
- نظامي الكنجوي.
- أبو الحسن العبدي البصري.